# Honduras az 1992. évi téli olimpiai játékokon
Honduras a franciaországi Albertville-ben megrendezett 1992. évi téli olimpiai játékok egyik részt vevő nemzete volt. Az országot az olimpián 1 sportágban 1 sportoló képviselte, aki érmet nem szerzett. Honduras először vett részt a téli olimpiai játékokon.

## Sífutás
Női
| Versenyző             | Versenyszám         | Eredmény  | Helyezés |
| --------------------- | ------------------- | --------- | -------- |
| Jenny Palacios-Stillo | 5 km                | 23:21,5   | 62.      |
| Jenny Palacios-Stillo | 10 km üldözőverseny | 48:49,6   | 58.      |
| Jenny Palacios-Stillo | 15 km               | 1:10:09,2 | 50.      |